# Врбовські пагорби
Врбовські пагорби (Vrbovská pahorkatina) — гірський масив в Словаччині; геоморфологічна підодиниця масиву Попрадська улоговина.  Середні висоти — 570 метрів. Місце розташування — Пряшівський край.